# Giovanna Lancellotti
Giovanna Lancellotti Roxo (Ribeirão Preto, 21 de maio de 1993) é uma atriz brasileira. Conhecida por atuar nas novelas Insensato Coração, Gabriela, Segundo Sol, e Dona de Mim, todas da TV Globo.

## Biografia
Descendente de italianos, Giovanna nasceu em Ribeirão Preto e foi criada em São João da Boa Vista, no interior de São Paulo. Em 2008, saiu da cidade onde cresceu para morar na capital, com a intenção de estudar teatro. Com 16 anos de idade, foi emancipada pelos pais, que não tinham tempo para acompanhar sua rotina de testes.

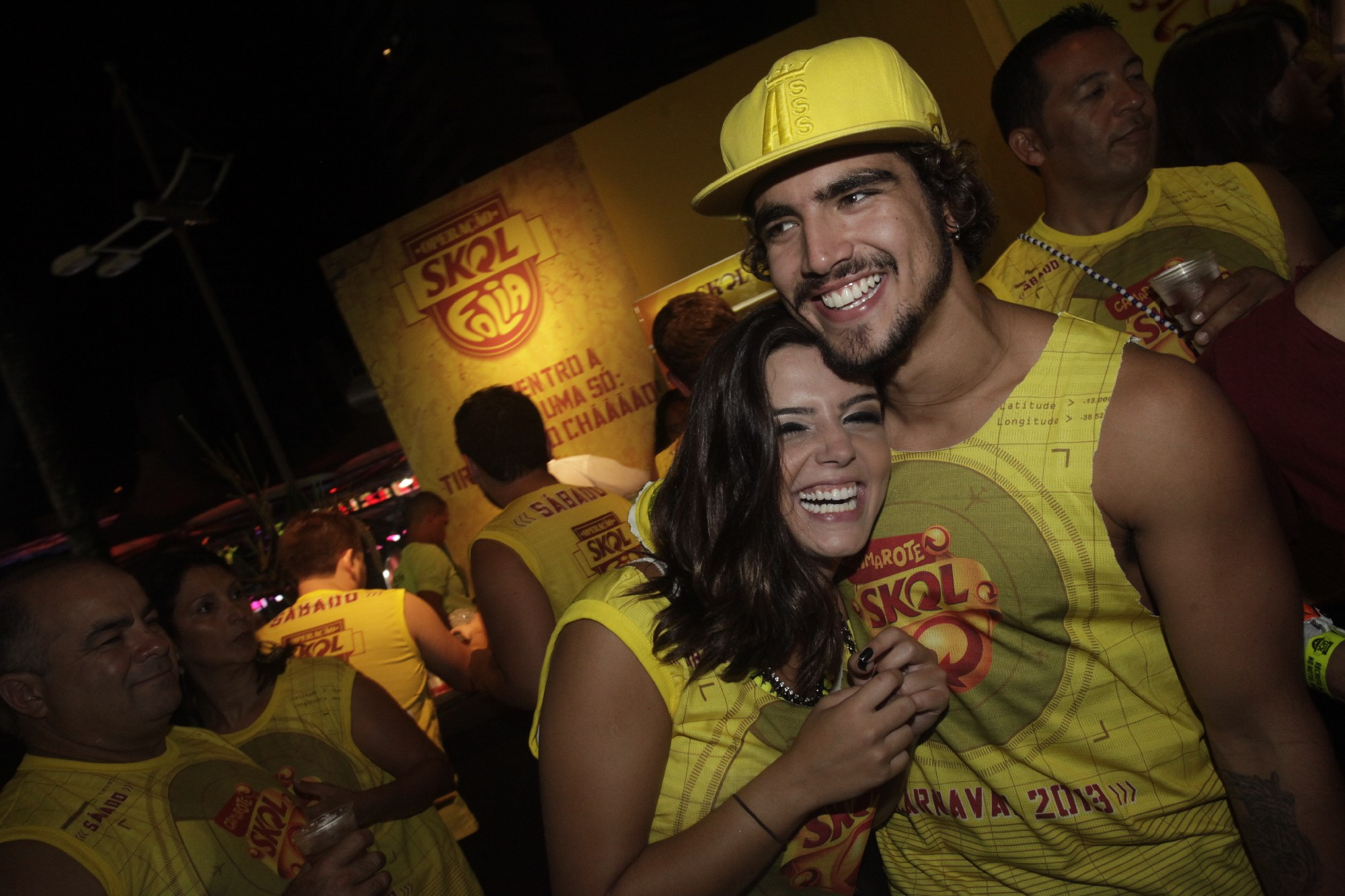
Giovanna e Caio Castro no carnaval de 2013.

Uma das melhores amigas de Caio Castro, a atriz e o ator chegaram a fazer a mesma tatuagem em árabe para selar a forte relação que mantêm. Porém, pouco tempo depois descobriram que a expressão, que deveria ser "musa" e "muso" (apelidos entre os dois), estava errada. Na verdade, o significado marcado na pele da dupla era: "Eles estão te observando". A dupla levou no humor.

## Vida pessoal
Entre 2010 e 2011, namorou o cantor Pe Lanza, ex-integrante da banda Restart. Em setembro de 2012, assumiu namoro com o ator e cantor Arthur Aguiar. O relacionamento chegou ao fim em outubro de 2013. Entre 2016 e 2017, namorou por quase dois anos o artista plástico Gian Luca Ewbank. Em 2024 anunciou o noivado com Gabriel David, com quem começou a se relacionar durante uma viagem em 2021. 

## Carreira
Antes de atuar na TV, participou de peças de teatro e de dois videoclipes, um da Banda Cine, na canção "Garota Radical", e outro na banda Pecatto, na música "Sinais". Em 2010 fez testes para atuar em Malhação e Passione, mas foi reprovada. Tendo um sotaque interiorano bem presente a atriz cuida para escondê-lo durante as gravações quando não ele não está alinhado ao personagem. Nessa época, pensou em desistir de ser atriz e voltar para São João da Boa Vista.  Porém, em 2011, foi aprovada no teste para interpretar a meiga Cecília, em Insensato Coração, e fez par romântico com Jonatas Faro. Após o fim da novela, Giovanna assinou contrato por mais três anos com a TV Globo. Por seu destaque na novela, ganhou o prêmio de Melhor Atriz Revelação no Melhores do Ano de 2011 e Atriz Revelação no Prêmio Arte Qualidade Brasil. Pela mesma personagem, concorreu ao Prêmio Extra de Televisão na categoria Revelação Feminina e ao Prêmio Contigo! de TV de 2012, na categoria Revelação da TV. Também concorreu ao título de Gata do Ano nos Meus Prêmios Nick 2011.

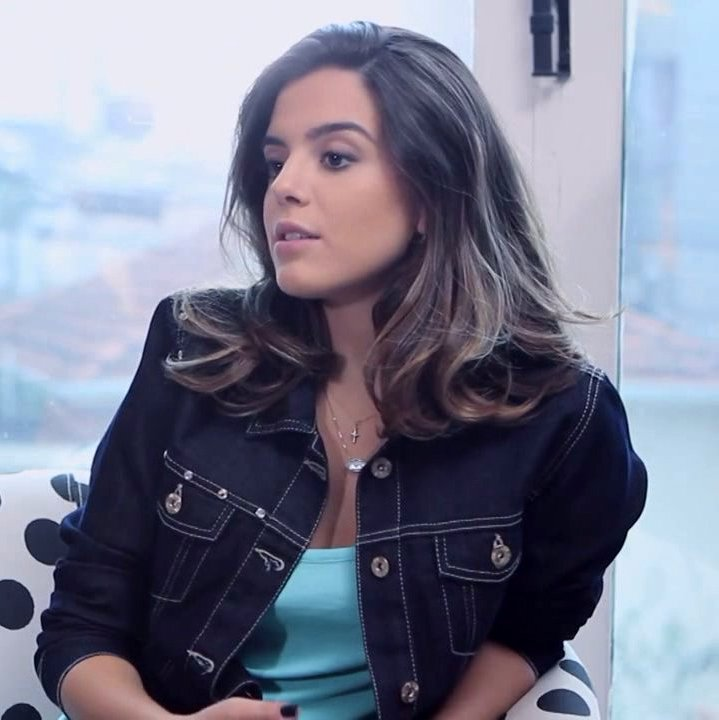
Lancellotti atuando em vídeo informativo sobre a Doença de Crohn (2014)

Em 2012, Lancellotti foi convidada a integrar o elenco da refilmagem da telenovela Gabriela, de Walcyr Carrasco, na qual viveu a prostituta Lindinalva, personagem que é originalmente do livro Jubiabá, que, assim como Gabriela, Cravo e Canela, é de Jorge Amado. Para interpretar a personagem, Giovanna cortou o cabelo na altura do queixo. Ganhou o Prêmio Quem de Televisão na categoria Melhor Atriz Coadjuvante por sua personagem na novela. Em 2013, Giovanna estrela o vídeo clipe da música "Te Esperando", do cantor sertanejo Luan Santana. Após um período longe da TV, foi escalada em 2014 para integrar o elenco da novela das 19h Alto Astral, como a sua primeira vilã, a invejosa Bélgica. No mesmo ano, a atriz integrou o elenco do filme Entre Abelhas, com Fábio Porchat, estrelou o clipe da música "Retrô", do grupo de pagode Imaginasamba, e estreou em sua primeira peça de teatro, Pequeno Dicionário Amoroso, ao lado de Eri Johnson. Também fez um ensaio sensual para a revista VIP.
Em 2015, foi escalada para interpretar a hippie Luana Stewart na novela das 21h A Regra do Jogo. No ano de 2016 ela integrou o elenco de Sol Nascente como Milena, uma moça tímida que se transformou em uma mulher decidida e forte, e que se apaixona por Ralf (Henri Castelli). No mesmo ano, fez uma participação no booktrailer de Jantar Secreto, livro de Raphael Montes. Em 2017, após o fim de Sol Nascente, ela se dedicou integralmente ao cinema. Lancellotti interpretou Priscila, uma estagiária cômica no filme Tudo Acaba em Festa, e pela primeira vez pode colocar seu verdadeiro sotaque do interior em um papel. No mesmo ano, foi Karina no longa metragem Intimidade Entre Estranhos, dirigido por José Alvarenga Júnior, e também interpretou Thaís na comédia romântica Incompatível, de Johnny Araújo. Após filmar três longas em apenas um ano, a atriz interpretou Babete em Tudo Por Um Popstar, adaptação do livro homônimo de Thalita Rebouças. Dirigido por Bruno Garote, Giovanna contracenou ao lado das teens Maisa Silva, Mel Maia e Klara Castanho. Giovanna atuou também no longa Eu Sou Mais Eu, dirigido por Pedro Amorim, ao lado da youtuber e influencer Kéfera.
Em 2018, foi escalada para Segundo Sol, novela das 21h de João Emanuel Carneiro e dirigida por Dennis Carvalho, onde a atriz interpretou a vilã Rochele, uma estudante de moda manipuladora, ambiciosa e esnobe que planeja trabalhar como estilista. Ela é filha do personagem de Caco Ciocler e entra na segunda fase da história. As gravações começaram no Rio e depois do carnaval a equipe viajou para fazer cenas em Trancoso e em Salvador. Lancellotti também participou da dublagem de WiFi Ralph como a personagem Shank (que no original tinha a voz de Gal Gadot).
Em 2020, protagonizou seu primeiro trabalho desde que assinou um contrato com a Netflix: Ricos de Amor. Em novembro do mesmo ano foi anunciado durante o Festival Tudum, seu segundo projeto em parceria com a plataforma, a série Temporada de Verão, com gravações em 2021 e lançamento previsto para o primeiro semestre de 2022.

## Filmografia

### Televisão
| Ano  | Título             | Personagem                     | Nota                                      |
| ---- | ------------------ | ------------------------------ | ----------------------------------------- |
| 2011 | Insensato Coração  | Cecília Alencar Machado        |                                           |
| 2012 | Gabriela           | Lindinalva Leal (Linda)        |                                           |
| 2014 | Alto Astral        | Bélgica Pereira                |                                           |
| 2015 | A Regra do Jogo    | Luana Sampaio Stewart          |                                           |
| 2016 | Sol Nascente       | Milena Fragoso de Angeli       |                                           |
| 2018 | Segundo Sol        | Rochelle Athayde               |                                           |
| 2019 | Shippados          | Nena                           | Episódios: "Desconectados" e "Bloqueados" |
| 2019 | Dança dos Famosos  | Participante (7º Lugar)        | Temporada 16                              |
| 2022 | Temporada de Verão | Catarina Trindade Vasconcellos |                                           |
| 2025 | Dona de Mim        | Kamila (Kami)                  |                                           |

### Cinema
| Ano  | Título                     | Personagem           | Nota           |
| ---- | -------------------------- | -------------------- | -------------- |
| 2015 | Entre Abelhas              | Regina               |                |
| 2018 | Tudo Por Um Popstar        | Babette Pereira      |                |
| 2018 | Tudo Acaba em Festa        | Priscila             |                |
| 2018 | Intimidade Entre Estranhos | Karina               |                |
| 2019 | Eu Sou Mais Eu             | Adriana (Drica)      |                |
| 2020 | Ricos de Amor              | Paula Souto          |                |
| 2020 | Jornada das Tartarugas     | Estrela-do-Mar       | Curta-metragem |
| 2022 | Incompatível               | Thaís                |                |
| 2022 | Nada é por Acaso           | Marina               |                |
| 2023 | Ricos de Amor 2            | Paula Souto          |                |
| 2023 | O Lado Bom de Ser Traída   | Bárbara Nucci (Babi) |                |
| 2024 | Tudo por um Pop Star 2     | Babette Pereira      |                |
| 2025 | Missão Porto Seguro        | Denise               |                |

### Dublagem
| Ano  | Título                       | Personagem |
| ---- | ---------------------------- | ---------- |
| 2018 | Ralph Breaks the Internet    | Shank      |
| 2023 | Ruby Gillman, Teenage Kraken | Chelsea    |

### Videoclipe

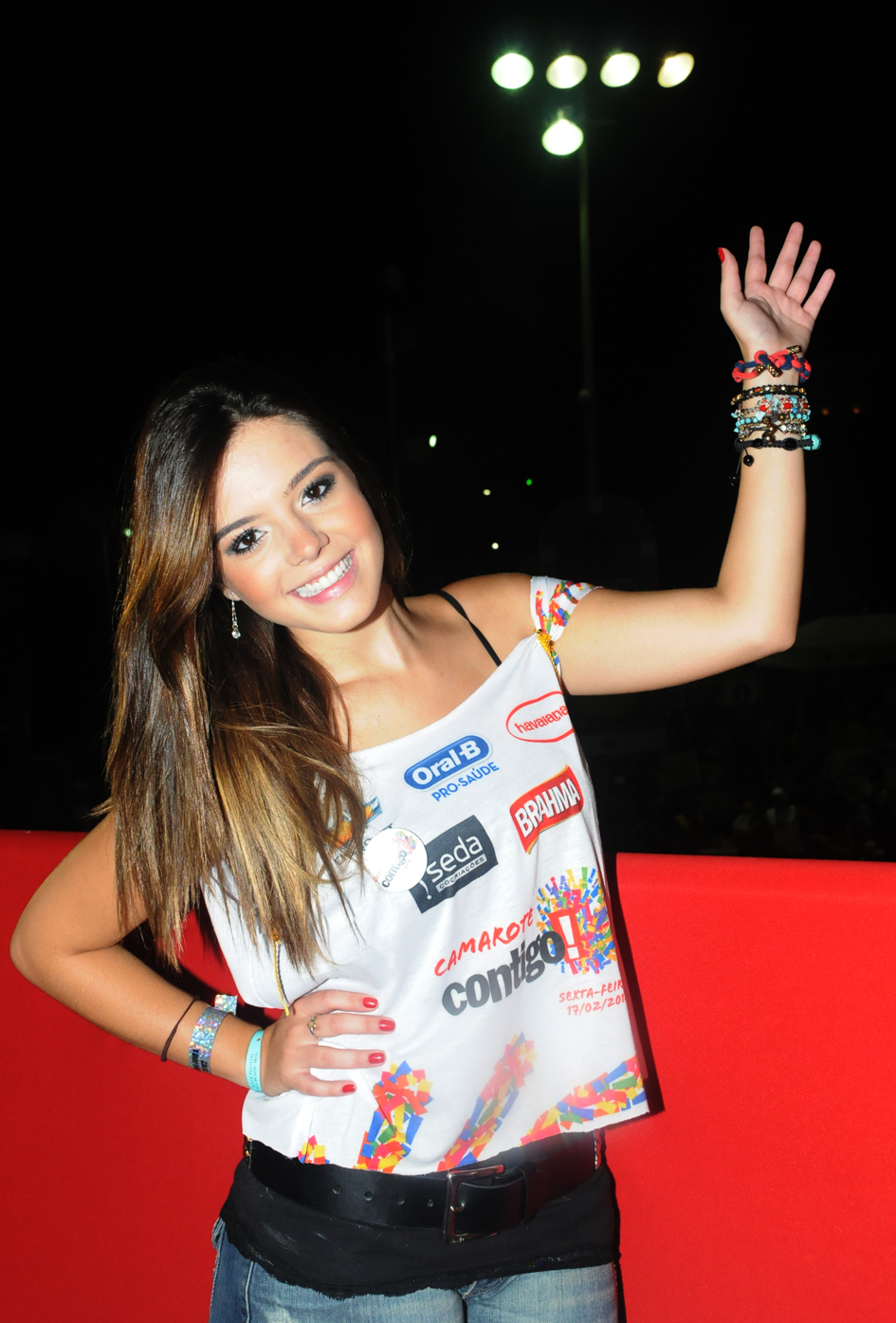
Lancellotti durante o Carnaval de 2012

| Ano  | Canção           | Artista               |
| ---- | ---------------- | --------------------- |
| 2009 | "Garota Radical" | Banda Cine            |
| 2011 | "Sinais"         | Pecatto               |
| 2013 | "Te Esperando"   | Luan Santana          |
| 2014 | "Retrô"          | Imaginasamba          |
| 2018 | "Não Esqueço"    | Niara e Pabllo Vittar |

### Internet
| Ano  | Título         | Personagem       |
| ---- | -------------- | ---------------- |
| 2016 | Jantar Secreto | Convidada á mesa |

## Teatro
| Ano  | Título                     | Personagem |
| ---- | -------------------------- | ---------- |
| 2014 | Pequeno Dicionário Amoroso | Luísa      |

## Prêmios e indicações
| Ano  | Prêmio                        | Categoria                          | Nomeações                | Resultado |
| ---- | ----------------------------- | ---------------------------------- | ------------------------ | --------- |
| 2011 | Capricho Awards               | Melhor Capa da Capricho            | Giovanna e Jonatas Faro  | Indicada  |
| 2011 | Capricho Awards               | Melhor Atriz Nacional              | Insensato Coração        | Indicada  |
| 2011 | Meus Prêmios Nick             | Gata do Ano                        | Insensato Coração        | Indicada  |
| 2011 | Prêmio Extra de Televisão     | Revelação Feminina                 | Insensato Coração        | Indicada  |
| 2011 | Melhores do Ano               | Melhor Atriz Revelação             | Insensato Coração        | Venceu    |
| 2011 | Prêmio Arte Qualidade Brasil  | Melhor Atriz Revelação             | Insensato Coração        | Venceu    |
| 2011 | Melhores do UOL e PopTevê     | Atriz Revelação                    | Insensato Coração        | Indicada  |
| 2011 | Melhores do Ano - MdeMulher   | Revelação                          | Insensato Coração        | Indicada  |
| 2011 | Melhores do Ano - MdeMulher   | Melhor Mocinha                     | Insensato Coração        | Indicada  |
| 2012 | Prêmio Contigo! de TV         | Revelação da TV                    | Insensato Coração        | Indicada  |
| 2012 | Capricho Awards               | Melhor Twitter                     | Giovanna Lancelotti      | Indicada  |
| 2012 | Capricho Awards               | Melhor Casal Real                  | Giovanna e Arthur Aguiar | Indicada  |
| 2012 | Prêmio Quem de Televisão      | Melhor Atriz Coadjuvante           | Gabriela                 | Venceu    |
| 2012 | Melhores do Ano NaTelinha     | Melhor Atriz Coadjuvante           | Gabriela                 | Indicada  |
| 2013 | Prêmio Contigo! de TV         | Melhor Atriz Coadjuvante           | Gabriela                 | Indicada  |
| 2013 | Prêmio Jovem Brasileiro       | Melhor Atriz Jovem                 | Gabriela                 | Indicada  |
| 2013 | Meus Prêmios Nick             | Tuiteiro Favorito                  | Giovanna Lancelotti      | Indicada  |
| 2013 | Troféu Inspiração do Amanhã   | Homenagem                          | Giovanna Lancelotti      | Venceu    |
| 2013 | Capricho Awards               | Melhor Casal Real                  | Giovanna e Arthur Aguiar | Indicada  |
| 2015 | Prêmio Contigo! de TV         | Melhor Atriz Coadjuvante           | Alto Astral              | Indicada  |
| 2015 | Prêmio Jovem Brasileiro       | Melhor Atriz Jovem                 | Giovanna Lancelotti      | Indicada  |
| 2018 | Melhores do Ano               | Atriz Coadjuvante                  | Segundo Sol              | Indicada  |
| 2018 | Prêmio Contigoǃ Online        | Melhor Atriz Coadjuvante           | Segundo Sol              | Indicada  |
| 2020 | Meus Prêmios Nick             | Artista de TV Feminina             | Giovanna Lancelotti      | Indicada  |
| 2020 | Prêmio Toda Teen              | Casal Ficção (com Danilo Mesquita) | Ricos de Amor            | Indicada  |
| 2020 | Capricho Awards               | Artista Nacional                   | Ricos de Amor            | Indicada  |
| 2021 | Séries em Cena Awards         | Melhor Atriz Nacional de Filme     | Ricos de Amor            | Indicada  |
| 2022 | SEC Awards                    | Melhor Atriz em Série Nacional     | Temporada de Verão       | Indicada  |
| 2023 | Festival Sesc Melhores Filmes | Melhor Atriz Nacional              | Incompatível             | Indicada  |
| 2023 | Festival Sesc Melhores Filmes | Melhor Atriz Nacional              | Nada é por Acaso         | Indicada  |
| 2024 | Septimius Awards              | Melhor Atriz Americana             | O Lado Bom de Ser Traída | Indicada  |